# マルセル・メイズ
マルセル・メイズ（Marcel Meys、1909年7月12日 - 2021年12月15日）は、フランスのスーパーセンテナリアン。

## 来歴

### 生誕
1909年7月12日、イゼール県のサン＝ジュリアン＝ド＝レルムに生まれる。1937年から救急車の運転手として働き、レジスタンスの人々を助け、各地を旅していた。それからは1967年までサン＝ロマン＝アン＝ガルでガレージを経営した。
1930年にマースと結婚し、1937年に一人の子を産む。1998年から未亡人となる。また、1957年から現在まで、同じ家に住んでいた。

### 長寿記録
2021年10月5日、ジュールス・テオバルドの死去により、存命中のフランス人男性の最高齢者になった。また、サトゥルニノ・デ・ラ・フエンテ・ガルシアに次ぐヨーロッパで2番目に高齢の男性にもなった。
2021年12月15日にヴィエンヌの病院にて死去。112歳156日没。ニュース専門放送局、La Chaîne Infoはグルノーブルの地方紙、ドーフィネ・リベーレの報道として、メイズが同月初めから2019新型コロナウイルス（COVID-19）に感染し、死因もそれであると報道した。